# Cratichneumon insulae
Cratichneumon insulae är en stekelart som beskrevs av Heinrich 1961. Cratichneumon insulae ingår i släktet Cratichneumon och familjen brokparasitsteklar. Inga underarter finns listade i Catalogue of Life.